# Casey Frank
Casey Frank, né le 23 octobre 1977 à Port Jefferson, dans l'État de New York aux États-Unis, est un ancien joueur américain naturalisé néo-zélandais de basket-ball. Il évoluait au poste d'ailier.

## Carrière
Casey Frank a joué notamment aux New Zealand Breakers, aux Wellington Saints, aux Wollongong Hawks et au Gold Coast Blaze.